# Château Belgrave
Koordinaten: 45° 9′ 4,8″ N, 0° 46′ 48,3″ W

Château Belgrave

Das Château Belgrave ist ein Weingut von Bordeaux. In der Klassifikation von 1855 wurde das Weingut als Cinquième Grand Cru Classé eingestuft, also in die fünfte Kategorie.

## Weinberge und Wein
Château Belgrave liegt in der Gemeinde Saint-Laurent-Médoc in der Appellation Haut-Médoc. Unmittelbare Nachbargüter sind La Tour-Carnet und Camensac der gleichen Appellation sowie das Château Lagrange in Saint-Julien. Das Gut umfasst 60 Hektar und bildet eine einzige zusammenhängende Parzelle. Der Boden besteht aus einer dicken Buntkiessandschicht auf einem lehmigen Unterboden. 49 % der Fläche sind mit der Rebsorte Cabernet Sauvignon, 40 % mit Merlot und 8 % mit Cabernet Franc bestockt. Neue Anpflanzungen haben 3 % Petit Verdot hinzugefügt. 34 ha sind sehr dicht mit 10.000 Rebstöcken je Hektar bepflanzt, 23 ha haben eine Dichte von 6.500 Stöcken. Die Weinberge sind begrünt. Die Lese erfolgt manuell, und das Lesegut wird vor der Vergärung auf Fließbändern nachsortiert. Vergärt wird in temperaturkontrollierten Behältern aus Edelstahl und neuerdings auch aus Holz. Der anschließende Ausbau in Barriquefässern dauert 12–16 Monate. Das Gut erzeugt in mittleren Jahren ca. 360.000 Flaschen Wein, davon entfallen 255.000 Flaschen auf den „Grand Vin“ Château Belgrave und 105.000 auf den Diane de Belgrave genannten Zweitwein.

## Geschichte
Es scheint, dass das Gebäude älter ist als die Weinberge. Das Schlösschen namens Belgrave wurde 1740 durch einen Engländer, der der königlichen Familie angehörte, als Jagdpavillon errichtet. Der Name bezieht sich nicht auf den Kiessandboden (französisch graves), sondern wohl auf den Londoner Belgrave Square im Stadtteil Belgravia. Die Weinberge gehen wohl auf das Ende des 18. Jahrhunderts zurück. Diese trugen zunächst andere Namen, zum Zeitpunkt der Klassifikation 1855 hieß der Wein Coutenceau und gehörte einem Bruno Devez. 1902 erwarb Marcel Alibert das Château Belgrave, das damals einen hervorragenden Ruf genoss. Gegen Ende der 1920er Jahre kaufte es Albert Spée, unter dessen Ägide es jedoch – bedingt durch Weltwirtschaftskrise und Zweiten Weltkrieg – schwerfiel, das Niveau zu halten. 1956 kam es in die Hände eines Monsieur Gugès. Nach dessen Tod litt der Wein unter Streitigkeiten seiner Erben, die schließlich 1979 an die Bank U.G.F. (Groupe Crédit Mutuel) verkauften. Diese wandelte den Besitz in eine Gesellschaft um, deren Anteile verkauft wurden. Bewirtschaftet wird Château Belgrave seitdem durch das Bordelaiser Weinhandelshaus Dourthe. Nach erheblichen Neubepflanzungen und durch Hinzuziehen bekannter Star-Önologen (Professor Émile Peynaud (1912–2004), Michel Rolland (Keller) und Professor Alain Reynier (Weinberge)) wurde Anfang der 1990er Jahre wieder eine deutliche Verbesserung wahrgenommen. 1982 wurde auf Gärbehälter aus Edelstahl umgestellt, und 2004 wurde ein neuer hochmoderner Keller in Betrieb genommen. Mindestens seit 2000 erzielt Château Belgrave in der Fachwelt regelmäßig sehr gute Bewertungen. Seit 1987 gibt es den Zweitwein, dessen Name Diane de Belgrave auf die Vergangenheit des Schlosses als Jagdpavillon anspielt.